# Ardeadoris angustolutea
Ardeadoris angustolutea es una especie de babosa de mar, del orden nudibranchia, un molusco gasterópodo sin concha de la familia Chromodorididae. Fue incluida en este género gracias a datos obtenidos del ADN.

## Distribución
La especie fue descrita en el arrecife Ruby 15°43′59″S 145°46′59″E / -15.733, 145.783 (Gran Barrera de Coral, Queensland, Australia). Se extiende por las regiones Indo-occidentales del Pacífico, habiéndose confirmado su presencia en las Filipinas, Tailandia, Guam, Hawaii y las Islas Marshall.

## Descripción
En esta especie, el manto es de un blanco casi traslúcido. Los bordes del manto varían del blanco opaco al amarillo anaranjado. La zona central del cuerpo posee una línea aún más opaca que corre desde el rinóforo hasta la branquia posterior, que poseen un tinte marrón anaranjado.

## Ecología
No se sabe con exactitud cuál es su fuente principal de alimentación, pero suele encontrarse en esponjas violetas que podrían constituir su alimento.

## Otras fuentes
- Marshall, J.G. & Willan, R.C. 1999. Nudibranchs of Heron Island, Great Barrier Reef. Leiden : Backhuys 257.
- Debelius, H. & Kuiter, R.H. (2007) Nudibranchs of the world. ConchBooks, Frankfurt, 360. ISBN 978-3-939767-06-0 p. 206.
- Gosliner, T.M., Behrens, D.W. & Valdés, Á. (2008) Indo-Pacific Nudibranchs and seaslugs. A field guide to the world's most diverse fauna. Sea Challengers Natural History Books, Washington, 426 p. 243.